# کارلا روففایز
کارلا روففایز (آلمانی: Karla Roffeis؛ زادهٔ ۴ ژوئیهٔ ۱۹۵۸) بازیکن والیبال زن اهل آلمان بود.